# Dean Podgornik
Dean Podgornik (Nova Gorica, 3 de juliol de 1979) va ser un ciclista eslovè, professional des del 2003 fins al 2011. Del seu palmarès destaca el Campionat nacional en contrarellotge de 2004, i la Volta al Marroc de 2010.

## Palmarès
- 2001
  - Vencedor d'una etapa a la Volta a Eslovènia
- 2002
  - 1r al Gran Premi Šenčur
  - Vencedor d'una etapa a la Volta a Eslovènia
- 2003
  - 1r al Gran Premi Šenčur
  - 1r al Gran Premi Krka
  - 1r al Gran Premi Istria II
  - Vencedor d'una etapa a l'Olympia's Tour
  - Vencedor d'una etapa a la Volta a Sèrbia
- 2004
  -  Campionat d'Eslovènia en conrtarellotge
- 2010
  - 1r a la Volta al Marroc i vencedor de 2 etapes

### Resultats al Giro d'Itàlia
- 2004. 138è de la classificació general